# Eleccions federals alemanyes de 2005
Les eleccions federals alemanyes de 2005 se celebraren el 18 de setembre de 2005 a Alemanya per a escollir als membres del Bundestag, el parlament federal del país, després d'un fallit vot de confiança per a Gerhard Schröder l'1 de juliol.

## Convocatòria de les eleccions
Schröder va sol·licitar als seus seguidors que s'abstinguessin de votar aquest cop per a poder anticipar les eleccions parlamentàries federals, ja que el seu partit, el Partit Socialdemòcrata (SPD) havia estat derrotat per la Unió Demòcrata Cristiana (CDU) en un dels estats federals de gran població, Renània del Nord-Westfàlia, el 22 de maig de 2005. Amb aquesta victòria electoral, la CDU, liderada per Angela Merkel, havia obtingut una majoria de dos terços dels vots a Bundesrat, òrgan de representació dels estats federats, la qual cosa li hagués permès bloquejar pràcticament qualsevol llei aprovada per la majoria roja-i-verda al Bundestag.
Després de la derrota voluntària en la moció de confiança, Schröder va sol·licitar la dissolució del Bundestag al president federal, Horst Köhler, amb l'argument que ja no podia comptar amb una majoria de govern estable (una de les poques raons que permeten la dissolució del parlament alemany, que, a diferència de molts altres parlaments europeus, no té el dret d'autodissoldre's). Després que Köhler accedís a aquesta sol·licitud i convoqués eleccions anticipades, alguns diputats van presentar una demanda davant el Tribunal Constitucional, argumentant que, com Schröder havia perdut la moció de confiança expressament, en realitat no havia perdut la seva majoria de govern, pel que la dissolució del parlament hauria estat anticonstitucional. No obstant això, els jutges van ratificar el procediment, explicant que no correspon al Tribunal posar en dubte les raons individuals que puguin tenir els diputats al prendre una decisió parlamentària.

## Campanya electoral
A l'inici de la campanya, la CDU, juntament amb el seu partit germà a Baviera, la Unió Social Cristiana (CSU), va obtenir un avantatge del 21% sobre el SPD en els sondejos d'opinió i s'esperava que guanyaria àmpliament i formaria govern amb el Partit Democràtic Lliure (FDP), desplaçant a la coalició del SPD amb Els Verds. No obstant això, al llarg de la campanya, la CDU/CSU, que va centrar el seu programa electoral en la proposta de reformes neoliberals per al sistema d'impostos i el mercat de treball, va perdre molt suport i va acabar per guanyar amb menys de l'1% d'avantatge sobre el SPD.
Un factor decisiu durant els últims mesos abans de les eleccions va ser l'aparició del Partit de l'Esquerra a escala federal, que va fitxar un expresident del SPD, Oskar Lafontaine, i es va presentar com una alternativa a l'esquerra del govern de Schröder, aconseguint recuperar així la representació parlamentària que havia perdut a les eleccions de 2002.

## Candidats

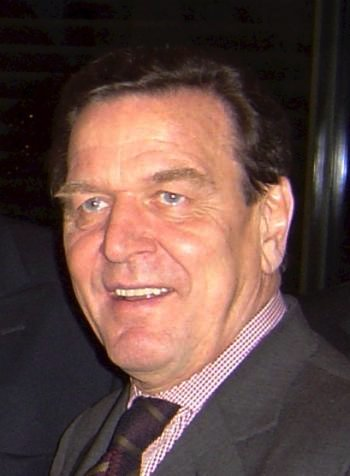
Gerhard Schröder (SPD)
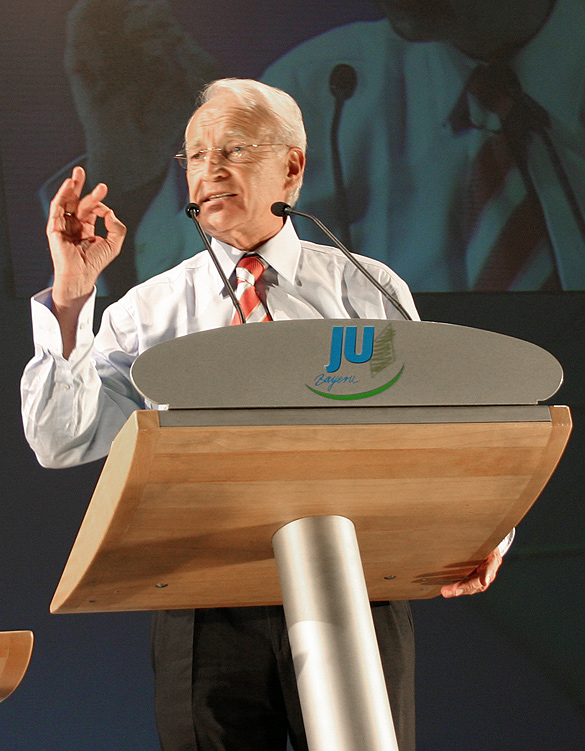
Edmund Stoiber (CSU)
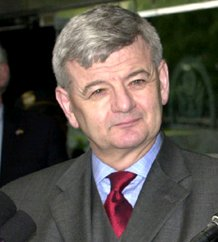
Joschka Fischer (Verds)

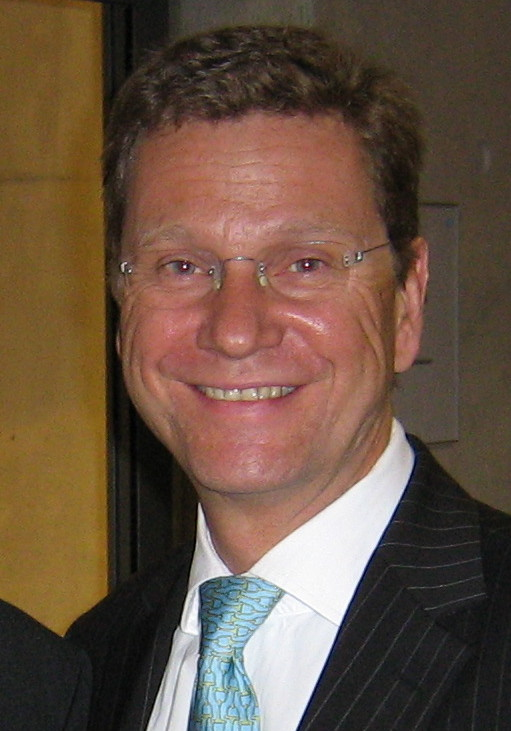
Guido Westerwelle (FDP)
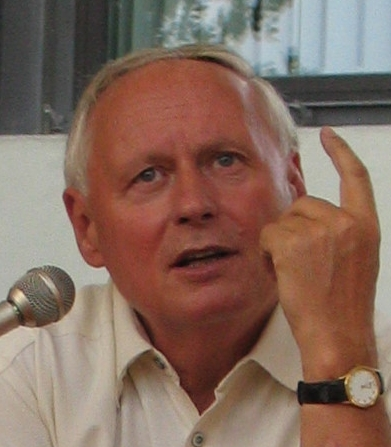
Oskar Lafontaine (Die Linkspartei)

## Resultats
|      | Partit       | Candidatura directa ("primer vot") | Candidatura directa ("primer vot") | Candidatura directa ("primer vot") | Candidatura directa ("primer vot") | Candidatura directa ("primer vot") | Llista de partit ("segon vot") | Llista de partit ("segon vot") | Llista de partit ("segon vot") | Llista de partit ("segon vot") | Llista de partit ("segon vot") | Escons en total | Escons en total | Escons en total | Escons en total |
| Vots | Partit       | %                                  | +/-                                | Escons                             | +/-                                | Vots                               | %                              | +/-                            | Escons                         | +/-                            | Total                          | +/-             | %               |                 |                 |
| ---- | ------------ | ---------------------------------- | ---------------------------------- | ---------------------------------- | ---------------------------------- | ---------------------------------- | ------------------------------ | ------------------------------ | ------------------------------ | ------------------------------ | ------------------------------ | --------------- | --------------- | --------------- | --------------- |
|      | SPD          | 18.129.100                         | 38,4%                              | -3,5%                              | 145                                | -26                                | 16.194.665                     | 34,2%                          | -4,3%                          | 77                             | -3                             | 222             | -29             | 36,2%           |                 |
|      | CDU          | 15.390.950                         | 32,6%                              | +0,5%                              | 106                                | +24                                | 13.136.740                     | 27,8%                          | -1,7%                          | 74                             | -34                            | 180             | -10             | 29,3%           |                 |
|      | CSU          | 3.889.990                          | 8,2%                               | -0,8%                              | 44                                 | +1                                 | 3.494.309                      | 7,4%                           | -1,6%                          | 2                              | -13                            | 46              | -12             | 7,5%            |                 |
|      | FDP          | 2.208.531                          | 4,7%                               | -1,1%                              | 0                                  | 0                                  | 4.648.144                      | 9,8%                           | +2,4%                          | 61                             | +14                            | 61              | +14             | 9,9%            |                 |
|      | Linkspartei  | 3.764.168                          | 8,0%                               | +3,7%                              | 3                                  | +1                                 | 4.118.194                      | 8,7%                           | +4,7%                          | 51                             | +51                            | 54              | +52             | 8,8%            |                 |
|      | Grünen       | 2.538.913                          | 5,4%                               | -0,2%                              | 1                                  | 0                                  | 3.838.326                      | 8,1%                           | -0,5%                          | 50                             | -4                             | 51              | -4              | 8,3%            |                 |
|      | Altres       | 1.272.410                          | 2,7%                               | -                                  | 0                                  | 0                                  | 1.857.610                      | 3,9%                           | -                              | 0                              | 0                              | 0               | 0               | -               |                 |
|      | Totals       | 47.194.062                         | 100%                               | -                                  | 299                                | 0                                  | 47.287.988                     | 100%                           | -                              | 315                            | +11                            | 614             | +11             | 100%            |                 |
|      | Participació | Participació                       | Participació                       | Participació                       | Participació                       | Participació                       | Participació                   | Participació                   | Participació                   | Participació                   | Participació                   | Participació    | Participació    | 77,7%           |                 |

## Conseqüències
Amb els resultats de les eleccions, la coalició governant de SPD i Verds, conduïda per Gerhard Schröder, va perdre la seva majoria al Bundestag, passant de 306 escons (d'un total de 603) a 273 escons (d'un total de 614). No obstant això, a causa de l'entrada del Partit de l'Esquerra al parlament, tampoc va obtenir la majoria la coalició d'oposició sota Angela Merkel, formada per CDU/CSU i FDP, amb 287 escons. Descartada qualsevol coalició amb participació del Partit de l'Esquerra (que Schröder havia rebutjat repetidament durant la campanya), només quedaven tres opcions: 
- la "coalició del semàfor" (SPD-FDP-Verds, dita així pels colors associats amb aquests partits: vermell, groc i verd),
- la "coalició Jamaica" (CDU/CSU-FDP-Verds, pels colors d'aquests partits i la bandera del país caribeny: negre, groc i verd),
- la "gran coalició" (CDU/CSU-SPD, dita així per tractar-se dels dos partits més grans).

Tant una coalició del semàfor com una coalició Jamaica haguessin representat una novetat en el sistema polític alemany, on des dels anys 50 mai hi havia hagut coalicions a escala federal amb més de dos partits. Encara que Schröder en la mateixa nit de les eleccions va oferir públicament un "pacte semàfor" al FDP, aquesta va ser rebutjada taxativament pel líder liberal Guido Westerwelle. Per altra banda, després d'unes converses dels dirigents de CDU i Els Verds, aquests últims també van descartar la coalició Jamaica, per no trobar suficients coincidències programàtiques entre ambdós partits. Per tant, finalment, al novembre de 2005, CDU, CSU i SPD van acordar la formació d'un govern de gran coalició (que sí que tenia precedent a escala federal en l'època de 1966 a 1969) sota la canceller Angela Merkel.